# Logan (Virginia Occidentale)
Logan è un comune degli Stati Uniti d'America, nella contea omonima nello Stato della Virginia Occidentale.